# بطولة آسيا تحت 23 سنة لكرة القدم 2016
كانت بطولة آسيا تحت 23 سنة لكرة القدم 2016 (تعرف أيضًا باسم كأس آسيا تحت 23 سنة لكرة القدم 2016) النسخة الثانية من بطولة آسيا تحت 23 سنة لكرة القدم، البطولة الإثناسنوية المحدودة العمر لكرة القدم والتي ينظمها الاتحاد الآسيوي لكرة القدم (AFC) للفرق الوطنية للرجال تحت 23 سنة في آسيا. أقيمت المسابقة في قطر بين 12–30 يناير 2016. شارك ما مجموعه 16 فريقاً في المسبقة. وأعيد تسمية المسابقة من «بطولة آسيا تحت 22 سنة لكرة القدم» إلى «بطولة آسيا تحت 23 سنة لكرة القدم».
اعتبرت بطولة آسيا تحت 23 سنة لكرة القدم، بمثابة تصفيات آسيوية مؤهلة إلى مسابق كرة القدم الأولمبية، عوضاً عن العملية السابقة التي كانت عبارة عن تصفيات أولمبية من ذهاب وإياب. تأهل أفضل ثلاثة فرق في المسابقة إلى مسابقة كرة قدم الرجال في الألعاب الأولمبية في البرازيل كممثلين عن الاتحاد الآسيوي لكرة القدم.
فازت اليابان بالمسابقة بعد انتصارها 3–2 في النهائي على كوريا الجنوبية. وتأهل كل من طرفي النهائي والعراق صاحب المركز الثالث إلى الألعاب الأولمبية.

## اختيار المضيف
كانت قطر واحدة من الدول التي مضت قدماً مبدية رغتبها في استضافة اللمنافسة النهائية. وتم اختيارها على حساب عطاءات الدول الأخرى أوزبكستان والسعودية وإيران.

## التصفيات
أجريت قرعة التصفيات يوم الخميس، 4 ديسمبر 2014. تم تقسيم ما مجموعه 43 فريق إلى عشر مجموعات، مع تأهل أبطال المجموعات وأفضل خمس ثواني إلى المسابقة النهائية، إلى جانب قطر التي تأهلت تلقائياً بوصفها المضيفة.
لعبت الأدوار التأهيلية بين 23–31 مارس 2015، باستثناء المجموعة ب التي كانت من المقرر أن تقام في لاهور، باكستان، لكنها أجلت بسبب تفجيرات كنائس لاهور.

### الفرق المتأهلة
الفرق الستة عشر التالية تأهلت إلى المسابقة النهائية.
| فريق                     | تأهل في                     | المشاركة | أفضل أداء سابق         |
| ------------------------ | --------------------------- | -------- | ---------------------- |
| قطر                      | المستضيف                    | الأولى   | الظهور الأول           |
| العراق                   | فائز المجموعة أ             | الثانية  | البطل (2013)           |
| الأردن                   | المجموعة ب                  | الثانية  | المركز الثالث (2013)   |
| السعودية                 | فائز المجموعة ج             | الثانية  | الوصيف (2013)          |
| الإمارات العربية المتحدة | فائز المجموعة د             | الثانية  | ربع النهائي (2013)     |
| سوريا                    | فائز المجموعة ر             | الثانية  | ربع النهائي (2013)     |
| أستراليا                 | فائز المجموعة س             | الثانية  | ربع النهائي (2013)     |
| كوريا الشمالية           | فائز المجموعة ص             | الثانية  | مرحلة المجموعات (2013) |
| كوريا الجنوبية           | فائز المجموعة ط             | الثانية  | المركز الرابع (2013)   |
| اليابان                  | فائز المجموعة ع             | الثانية  | ربع النهائي (2013)     |
| الصين                    | فائز المجموعة ف             | الثانية  | مرحلة المجموعات (2013) |
| تايلاند                  | أفضل وصيف (المجموعة ص)      | الأولى   | أول ظهور               |
| إيران                    | ثاني أفضل وصيف (المجموعة ج) | الثانية  | مرحلة المجموعات (2013) |
| فيتنام                   | ثالث أفضل وصيف (المجموعة ع) | الأولى   | أول ظهور               |
| اليمن                    | رابع أفضل وصيف (المجموعة د) | الثانية  | مرحلة المجموعات (2013) |
| أوزبكستان                | خامس أفضل وصيف (المجموعة ر) | الثانية  | مرحلة المجموعات (2013) |

## الأماكن
تم استضافة البطولة في أربعة ملاعب، وكلها تقع في الدوحة.
| الدوحة                                            | الدوحة                            |
| ------------------------------------------------- | --------------------------------- |
| ملعب عبد الله بن خليفة (ملعب لخويا)               | استاد حمد الكبير (ملعب العربي)    |
| السعة: 12,000                                     | السعة: 18,000                     |
|                                                   |                                   |
| الدوحةبطولة آسيا تحت 23 سنة لكرة القدم 2016 (قطر) |                                   |
| الدوحة                                            |                                   |
| ملعب جاسم بن حمد (ملعب السد)                      | استاد سحيم بن حمد (ملعب نادي قطر) |
| السعة: 15,000                                     | السعة: 15,000                     |
|                                                   |                                   |

## القرعة
أجريت قرعة المسابقة النهائية يوم 12 سبتمبر 2015، 12:00 ت ع ق (ت ع م+3)، في فندق فور سيزونز في الدوحة، قطر. وقسمت الفرق الستة عشر إلى أربع مجموعات من أربعة فرق. وتم تصنيف الفرق وفقاً لأدائهم في النسخة السابقة في 2013.
| الوعاء 1                                             | الوعاء 2                                    | الوعاء 3                                                      | الوعاء 4                         |
| ---------------------------------------------------- | ------------------------------------------- | ------------------------------------------------------------- | -------------------------------- |
| قطر (المضيف؛ المركز أ1) · العراق · السعودية · الأردن | كوريا الجنوبية · سوريا · أستراليا · اليابان | الإمارات العربية المتحدة · إيران · كوريا الشمالية · أوزبكستان | الصين · اليمن · تايلاند · فيتنام |

## مسؤولي المباريات
تم اختيار الحكام التالية أسماؤهم لبطولة آسيا تحت 23 سنة لكرة القدم 2016.
الحكام
| - كريس بيث - ما نينغ - علي رضا فغاني - علي صباح - ريوجي ساتو | - أدهم مخادمة - كيم جونغ-هيئوك - محمد أميرول إيزوان بن يعقوب - أحمد الكاف - عبد الرحمن الجاسم | - فهد المرداسي - دميتري ماشينتسيف - هيتيكامكانامغي بيريرا - محمد عبد الله حسن محمد - إيلغيز تانتاشيف |

حكام مساعدون
| - نواف موسى - وانغ ديشين - رضا سخندان - هاروهيرو أوتسوكا - أحمد الروالي - يون كوانغ-ييئول | - محمد يسري محمد - أبو بكر العمري - طالب المري - سعود المقابلة - محمد العكبري - عبد الله الشلوي | - إسماعيلجان طالبجانوف - دينيي غيدارا باليتا باراكراما هيماتونغا - يو هسو مين - محمد الحمادي - حسن المهري - جهانغير سيدوف |

## التشكيلات
اللاعبين الذين ولدوا في أو بعد 1 يناير 1993 كانوا مؤهلين للمشاركة في المسابقة. كان باستطاعة كل فريق أن يسجل 23 لاعباً كأقصى حد (يجب أن يكون ثلاثة منهم حراس مرمى كحد أدنى).
بما أن المسابقة لم تعقد خلال روزنامة الفيفا للمباريات الدولية، لم تكن الأندية ملزمة بإطلاق سراح لاعبيها.

## مرحلة المجموعات
صعد أفضل فريقين من كل مجموعة إلى ربع النهائي.

معايير كسر التعادل
تم ترتيب الفرقة وفقاً للنقاط (3 نقاط للفوز، نقطة للتعادل، لا شيء للخسارة). في حالة التساوي بالنقاط، تطبق المعايير التالية وذلك حسب الترتيب التالي:
1. أكبر عدد من النقاط المحصل عليها في مباريات المجموعة بين الفرق المعنية؛
2. فارق الأهداف الناتج عن مباريات المجموعة بين الفرق المعنية؛
3. أكبر عدد من الأهداف المسجلة في مباريات المجموعة بين الفرق المعنية؛
4. إذا كانت الفرق لا تزال متساوية بالترتيب، بعد تطبيق المعايير 1 إلى 3، يعاد تطبيق المعايير 1 إلى 3 حصرياً للمباريات بين الفرق المعنية لتحديد ترتيبهم النهائي. إذا لم يؤدي هذا الإجراء إلى قرار، يطبق المعيارين 5 و9؛
5. فارق الأهداف في جميع مباريات المجموعة؛
6. أكبر عدد من الأهداف المسجلة في جميع مباريات المجموعة؛
7. ركلات الجزاء الترجيحية في حال كان فريقين فقط متساوين وكلاهما على أرض الملعب؛
8. أقل نتيجة محتسبة وفقاً لعدد البطاقات الصفراء والحمراء التي تحصل عليها الفريق في مباريات المجموعة (نقطة للحصول على بطاقة صفراء واحدة، 3 نقاط للحصول على بطاقة حمراء نتيجة التحصل على بطاقتين صفراوين، 3 نقاط للحصول على بطاقة حمراء مباشرة، 4 نقاط للحصول على بطاقة صفراء يتبعها بطاقة حمراء مباشرة)؛
9. إجراء القرعة.

جميع الأوقات كانت محلية، ت ع ق (ت ع م+3).

### المجموعة أ
| م | الفريق  | لعب | ف | ت | خ | أ.له | أ.ع | أ.ف | نقاط | التأهل             |
| - | ------- | --- | - | - | - | ---- | --- | --- | ---- | ------------------ |
| 1 | قطر (H) | 3   | 3 | 0 | 0 | 9    | 4   | +5  | 9    | مرحلة خروج المغلوب |
| 2 | إيران   | 3   | 2 | 0 | 1 | 6    | 4   | +2  | 6    | مرحلة خروج المغلوب |
| 3 | سوريا   | 3   | 1 | 0 | 2 | 5    | 7   | −2  | 3    |                    |
| 4 | الصين   | 3   | 0 | 0 | 3 | 4    | 9   | −5  | 0    |                    |

| سوريا | 0–2   | إيران                 |
| ----- | ----- | --------------------- |
|       | تقرير | مطهري 64' · محمدي 72' |

| قطر                              | 3–1   | الصين          |
| -------------------------------- | ----- | -------------- |
| ع. حسن 65'، 72' · علاء الدين 82' | تقرير | لياو ليشنغ 43' |

| الصين          | 1–3   | سوريا                               |
| -------------- | ----- | ----------------------------------- |
| لياو ليشنغ 21' | تقرير | خريبين 43' (ركلة.)، 53' · البحر 83' |

| إيران          | 1–2   | قطر                         |
| -------------- | ----- | --------------------------- |
| ع. كريمي 90+1' | تقرير | علاء الدين 35' · ح. حسن 56' |

| قطر                                           | 4–2   | سوريا                        |
| --------------------------------------------- | ----- | ---------------------------- |
| ع. حسن 10' · علاء الدين 24'، 82' · م. علي 28' | تقرير | قلفا 4' · خريبين 81' (ركلة.) |

| إيران                              | 3–2   | الصين                                  |
| ---------------------------------- | ----- | -------------------------------------- |
| مطهري 38' · بهلوان 40' · ترابي 48' | تقرير | تشانغ فيا 40' · لياو ليشنغ 70' (ركلة.) |

### المجموعة ب
| م | الفريق         | لعب | ف | ت | خ | أ.له | أ.ع | أ.ف | نقاط | التأهل             |
| - | -------------- | --- | - | - | - | ---- | --- | --- | ---- | ------------------ |
| 1 | اليابان        | 3   | 3 | 0 | 0 | 7    | 1   | +6  | 9    | مرحلة خروج المغلوب |
| 2 | كوريا الشمالية | 3   | 0 | 2 | 1 | 5    | 6   | −1  | 2    | مرحلة خروج المغلوب |
| 3 | السعودية       | 3   | 0 | 2 | 1 | 5    | 6   | −1  | 2    |                    |
| 4 | تايلاند        | 3   | 0 | 2 | 1 | 3    | 7   | −4  | 2    |                    |

1. 1 2 3  المواجهات المباشرة: كوريا الشمالية (0 ف.أ، 5 له)، السعودية (0 ف.أ، 4 له)، تايلاند (0 ف.أ، 3 له)

| اليابان  | 1–0   | كوريا الشمالية |
| -------- | ----- | -------------- |
| أويدا 5' | تقرير |                |

| السعودية    | 1–1   | تايلاند   |
| ----------- | ----- | --------- |
| الصيعري 71' | تقرير | بينيو 84' |

| تايلاند | 0–4   | اليابان                                        |
| ------- | ----- | ---------------------------------------------- |
|         | تقرير | سوزوكي 27' · ياجيما 49' · كوبو 75'، 84' (ر.ج.) |

| كوريا الشمالية                                           | 3–3   | السعودية                           |
| -------------------------------------------------------- | ----- | ---------------------------------- |
| كيم يونغ-إيل 27' · يون إيل-غوانغ 52' · جانغ كوك-تشول 85' | تقرير | كنو 40' · المولد 62' · الغامدي 69' |

| السعودية         | 1–2   | اليابان                    |
| ---------------- | ----- | -------------------------- |
| مادو 57' (ركلة.) | تقرير | أوشيما 32' · إيديغوتشي 53' |

| كوريا الشمالية                         | 2–2   | تايلاند                      |
| -------------------------------------- | ----- | ---------------------------- |
| كيم يونغ-إيل 17' · توساوات 45' (هـ.ذ.) | تقرير | ناروبادين 30' · تشاناتيب 78' |

### المجموعة ج
| م | الفريق         | لعب | ف | ت | خ | أ.له | أ.ع | أ.ف | نقاط | التأهل             |
| - | -------------- | --- | - | - | - | ---- | --- | --- | ---- | ------------------ |
| 1 | كوريا الجنوبية | 3   | 2 | 1 | 0 | 8    | 2   | +6  | 7    | مرحلة خروج المغلوب |
| 2 | العراق         | 3   | 2 | 1 | 0 | 6    | 3   | +3  | 7    | مرحلة خروج المغلوب |
| 3 | أوزبكستان      | 3   | 1 | 0 | 2 | 6    | 6   | 0   | 3    |                    |
| 4 | اليمن          | 3   | 0 | 0 | 3 | 1    | 10  | −9  | 0    |                    |

| العراق                      | 2–0   | اليمن |
| --------------------------- | ----- | ----- |
| عطية 36' (ركلة.) · حصني 39' | تقرير |       |

| كوريا الجنوبية                 | 2–1   | أوزبكستان   |
| ------------------------------ | ----- | ----------- |
| مون تشانغ-جين 20' (ركلة.)، 48' | تقرير | خاداموف 57' |

| اليمن | 0–5   | كوريا الجنوبية                                                      |
| ----- | ----- | ------------------------------------------------------------------- |
|       | تقرير | كوون تشانغ-هون 14'، 31'، 41' · ريو سيونغ-وو 72' · كيم سيونغ-جون 76' |

| أوزبكستان                | 2–3   | العراق                          |
| ------------------------ | ----- | ------------------------------- |
| خامداموف 1' · حكيموف 79' | تقرير | عطوان 38' · كامل 43' · طارق 84' |

| العراق     | 1–1   | كوريا الجنوبية |
| ---------- | ----- | -------------- |
| وليد 90+2' | تقرير | كيم هيون 22'   |

| أوزبكستان                                  | 3–1   | اليمن       |
| ------------------------------------------ | ----- | ----------- |
| صاحبوف 18' · سيرغييف 68' · ماشاريبوف 90+3' | تقرير | السروري 82' |

### المجموعة د
| م | الفريق                   | لعب | ف | ت | خ | أ.له | أ.ع | أ.ف | نقاط | التأهل             |
| - | ------------------------ | --- | - | - | - | ---- | --- | --- | ---- | ------------------ |
| 1 | الإمارات العربية المتحدة | 3   | 2 | 1 | 0 | 4    | 2   | +2  | 7    | مرحلة خروج المغلوب |
| 2 | الأردن                   | 3   | 1 | 2 | 0 | 3    | 1   | +2  | 5    | مرحلة خروج المغلوب |
| 3 | أستراليا                 | 3   | 1 | 1 | 1 | 2    | 1   | +1  | 4    |                    |
| 4 | فيتنام                   | 3   | 0 | 0 | 3 | 3    | 8   | −5  | 0    |                    |

| الأردن                     | 3–1   | فيتنام         |
| -------------------------- | ----- | -------------- |
| فيصل 38'، 72' · مناصرة 68' | تقرير | دو دوي مان 87' |

| أستراليا | 0–1   | الإمارات العربية المتحدة |
| -------- | ----- | ------------------------ |
|          | تقرير | غاليفوكو 86' (هـ.ذ.)     |

| فيتنام | 0–2   | أستراليا                 |
| ------ | ----- | ------------------------ |
|        | تقرير | دوناتشي 2' · ماكلارن 61' |

| الإمارات العربية المتحدة | 0–0   | الأردن |
| ------------------------ | ----- | ------ |
|                          | تقرير |        |

| الأردن | 0–0   | أستراليا |
| ------ | ----- | -------- |
|        | تقرير |          |

| الإمارات العربية المتحدة                                     | 3–2   | فيتنام                                          |
| ------------------------------------------------------------ | ----- | ----------------------------------------------- |
| فام هوانغ لام 65' (هـ.ذ.) · العكبري 74' · العطاس 78' (ركلة.) | تقرير | نغوين كونغ فونغ 24' (ركلة.) · نغوين توان آن 68' |

## مرحلة خروج المغلوب
في مرحلة خروج المغلوب، استعمل الوقت الإضافي وركلات الجزاء الترجيحية لتحديد الفائز إذا لزم الأمر.

### المخطط
|  | ربع النهائي              | ربع النهائي       |                   |   | نصف النهائي | نصف النهائي |  |  | النهائي | النهائي |
|  |                          |                   |                   |   |             |             |  |  |         |         |
|  | 22 يناير – الدوحة        |                   |                   |   |             |             |  |  |         |         |
|  |                          |                   |                   |   |             |             |  |  |         |         |
|  | قطر (ب.و.إ.)             | 2                 |                   |   |             |             |  |  |         |         |
|  | قطر (ب.و.إ.)             | 2                 | 26 يناير – الدوحة |   |             |             |  |  |         |         |
|  | كوريا الشمالية           | 1                 |                   |   |             |             |  |  |         |         |
|  | كوريا الشمالية           | 1                 | قطر               | 1 |             |             |  |  |         |         |
|  | 23 يناير – الدوحة        |                   | قطر               | 1 |             |             |  |  |         |         |
|  |                          | كوريا الجنوبية    | 3                 |   |             |             |  |  |         |         |
|  | كوريا الجنوبية           | كوريا الجنوبية    | 3                 | 1 |             |             |  |  |         |         |
|  | كوريا الجنوبية           |                   | 30 يناير – الدوحة | 1 |             |             |  |  |         |         |
|  | الأردن                   | 0                 |                   |   |             |             |  |  |         |         |
|  | الأردن                   | 0                 | كوريا الجنوبية    | 2 |             |             |  |  |         |         |
|  | 22 يناير – الدوحة        |                   | كوريا الجنوبية    | 2 |             |             |  |  |         |         |
|  |                          | اليابان           | 3                 |   |             |             |  |  |         |         |
|  | اليابان (ب.و.إ.)         | اليابان           | 3                 | 3 |             |             |  |  |         |         |
|  | اليابان (ب.و.إ.)         | 26 يناير – الدوحة |                   | 3 |             |             |  |  |         |         |
|  | إيران                    | 0                 |                   |   |             |             |  |  |         |         |
|  | إيران                    | 0                 | اليابان           | 2 |             |             |  |  |         |         |
|  | 23 يناير – الدوحة        |                   | اليابان           | 2 |             |             |  |  |         |         |
|  |                          | العراق            | 1                 |   | النهائي     | النهائي     |  |  |         |         |
|  | الإمارات العربية المتحدة | العراق            | 1                 | 1 | النهائي     | النهائي     |  |  |         |         |
|  | الإمارات العربية المتحدة |                   | 29 يناير – الدوحة | 1 |             |             |  |  |         |         |
|  | العراق (ب.و.إ.)          | 3                 |                   |   |             |             |  |  |         |         |
|  | العراق (ب.و.إ.)          | 3                 | قطر               | 1 |             |             |  |  |         |         |
|  |                          |                   |                   |   |             |             |  |  |         |         |
|  | العراق (ب.و.إ.)          | 2                 |                   |   |             |             |  |  |         |         |
|  | العراق (ب.و.إ.)          | 2                 |                   |   |             |             |  |  |         |         |

### ربع النهائي
| اليابان                            | 3–0 (ب.و.إ.) | إيران |
| ---------------------------------- | ------------ | ----- |
| تويوكاوا 95' · ناكاجيما 108'، 110' | تقرير        |       |

| قطر                          | 2–1 (ب.و.إ.) | كوريا الشمالية     |
| ---------------------------- | ------------ | ------------------ |
| أ. عفيف 6' (ركلة.) · أسد 92' | تقرير        | سو كيونغ-جين 90+1' |

| كوريا الجنوبية    | 1–0   | الأردن |
| ----------------- | ----- | ------ |
| مون تشانغ-جين 23' | تقرير |        |

| الإمارات العربية المتحدة | 1–3 (ب.و.إ.) | العراق                                    |
| ------------------------ | ------------ | ----------------------------------------- |
| مهاوي 75' (هـ.ذ.)        | تقرير        | حصني 77' · عبد الرحيم 103' · عطوان 120+3' |

### نصف النهائي
الفائز تأهل إلى الألعاب الأولمبية الصيفية 2016.
| اليابان                   | 2–1   | العراق   |
| ------------------------- | ----- | -------- |
| كوبو 26' · هاراكاوا 90+3' | تقرير | ناطق 43' |

| قطر            | 1–3   | كوريا الجنوبية                                              |
| -------------- | ----- | ----------------------------------------------------------- |
| علاء الدين 79' | تقرير | ريو سيونغ-وو 48' · كوون تشانغ-هون 89' · مون تشانغ-جين 90+5' |

### مباراة المركز الثالث
الفائز تأهل إلى الألعاب الأولمبية الصيفية 2016.
| قطر            | 1–2 (ب.و.إ.) | العراق                     |
| -------------- | ------------ | -------------------------- |
| علاء الدين 27' | تقرير        | عبد الرحيم 86' · حسين 109' |

### النهائي
| كوريا الجنوبية                         | 2–3   | اليابان                     |
| -------------------------------------- | ----- | --------------------------- |
| كوون تشانغ-هون 20' · جين سيونغ-أوك 47' | تقرير | أسانو 66'، 81' · ياجيما 68' |

## الفائز
| بطولة آسيا تحت 23 سنة لكرة القدم 2016 |
| ------------------------------------- |
| اليابان أول لقب                       |

## الجوائز
قدمت الجوائز التالية في ختام المسابقة:
| الهداف          | أفضل لاعب     | جائزة اللعب النظيف |
| --------------- | ------------- | ------------------ |
| أحمد علاء الدين | شويا ناكاجيما | اليابان            |

## الإحصائيات

### مسجلي الأهداف
6 أهداف
- أحمد علاء الدين

5 أهداف
- كوون تشانغ-هون

4 أهداف
- عبد الكريم حسن
- مون تشانغ-جين

3 أهداف
- لياو ليشنغ
- يويا كوبو
- عمر خريبين

هدفين
- أمير أرسلان مطهري
- أمجد عطوان
- علي حصني
- مهند عبد الرحيم
- تاكوما أسانو
- شويا ناكاجيما
- شينيا ياجيما
- بهاء فيصل
- كيم يونغ-إيل
- ريو سيونغ-وو
- دوستونبيك خامداموف

هدف
- جيمس دوناتشي
- جيمي ماكلارن
- تشانغ فيا
- علي كريمي
- ميلاد محمدي
- إحسان بهلوان
- مهدي ترابي
- أمجد وليد
- علي فائز عطية
- أيمن حسين
- مهدي كامل
- همام طارق
- سعد ناطق
- ريكي هاراكاوا
- يوسوكي إيديغوتشي
- ريوتا أوشيما
- موساشي سوزوكي
- يوتا تويوكاوا
- ناوميتشي أويدا
- عمر مناصرة
- جانغ كوك-تشول
- سو كيونغ-جين
- يون إيل-غوانغ
- كيم هيون
- كيم سيونغ-جون
- جين سيونغ-أوك
- أكرم عفيف
- المعز علي
- علي أسد
- عبد الرحمن الغامدي
- فهد المولد
- محمد الصيعري
- محمد كنو
- عبد الله مادو
- يوسف قلفا
- محمود البحر
- بينيو إينبينيت
- ناروبادين ويراواتنودوم
- تشاناتيب سونغكراسين
- محمد العكبري
- أحمد العطاس
- تيمور حكيموف
- جلال الدين ماشاريبوف
- إيغور سيرغييف
- جواهر صاحبوف
- دو دوي مان
- نغوين كونغ فونغ
- نغوين توان آن
- أحمد السروري

هدف ذاتي
- جيانكارلو غاليفوكو (لعب ضد الإمارات العربية المتحدة)
- علاء علي مهاوي (لعب ضد الإمارات العربية المتحدة)
- توساوات ليمواناساتيان (لعب ضد كوريا الشمالية)
- فام هوانغ لام (لعب ضد الإمارات العربية المتحدة)

مصدر: The-AFC.com 

### ترتيب فرق المسابقة
حسب الاتفاقية الإحصائية في كرة القدم، فإن المباريات التي تحسم في الوقت الإضافي يتم احتسابها كانتصارات وهزائم، بينما المباريات التي تحسم عن طريق ركلات الجزاء الترجيحية تحسب كتعادلات.
| م      | الفريق                   | لعب | ف | ت | خ | أ.له | أ.ع | أ.ف | نقاط | النتيجة النهائية         |
| ------ | ------------------------ | --- | - | - | - | ---- | --- | --- | ---- | ------------------------ |
| الأول  | اليابان                  | 6   | 6 | 0 | 0 | 15   | 4   | +11 | 18   | البطل                    |
| الثاني | كوريا الجنوبية           | 6   | 4 | 1 | 1 | 14   | 6   | +8  | 13   | الوصيف                   |
| الثالث | العراق                   | 6   | 4 | 1 | 1 | 12   | 7   | +5  | 13   | المركز الثالث            |
| 4      | قطر (H)                  | 6   | 4 | 0 | 2 | 13   | 10  | +3  | 12   | المركز الرابع            |
|        |                          |     |   |   |   |      |     |     |      |                          |
| 5      | الإمارات العربية المتحدة | 4   | 2 | 1 | 1 | 5    | 5   | 0   | 7    | إقصاء في ربع النهائي     |
| 6      | إيران                    | 4   | 2 | 0 | 2 | 6    | 7   | −1  | 6    | إقصاء في ربع النهائي     |
| 7      | الأردن                   | 4   | 1 | 2 | 1 | 3    | 2   | +1  | 5    | إقصاء في ربع النهائي     |
| 8      | كوريا الشمالية           | 4   | 0 | 2 | 2 | 6    | 8   | −2  | 2    | إقصاء في ربع النهائي     |
|        |                          |     |   |   |   |      |     |     |      |                          |
| 9      | أستراليا                 | 3   | 1 | 1 | 1 | 2    | 1   | +1  | 4    | إقصاء في مرحلة المجموعات |
| 10     | أوزبكستان                | 3   | 1 | 0 | 2 | 6    | 6   | 0   | 3    | إقصاء في مرحلة المجموعات |
| 11     | سوريا                    | 3   | 1 | 0 | 2 | 5    | 7   | −2  | 3    | إقصاء في مرحلة المجموعات |
| 12     | السعودية                 | 3   | 0 | 2 | 1 | 5    | 6   | −1  | 2    | إقصاء في مرحلة المجموعات |
| 13     | تايلاند                  | 3   | 0 | 2 | 1 | 3    | 7   | −4  | 2    | إقصاء في مرحلة المجموعات |
| 14     | الصين                    | 3   | 0 | 0 | 3 | 4    | 9   | −5  | 0    | إقصاء في مرحلة المجموعات |
| 15     | فيتنام                   | 3   | 0 | 0 | 3 | 3    | 8   | −5  | 0    | إقصاء في مرحلة المجموعات |
| 16     | اليمن                    | 3   | 0 | 0 | 3 | 1    | 10  | −9  | 0    | إقصاء في مرحلة المجموعات |

### الفرق المتأهلة إلى الألعاب الأولمبية
تأهلت الفرق الثلاثة التالية من الاتحاد الآسيوي لكرة القدم إلى مسابقة كرة القدم الأولمبية.
| فريق           | تأهل في       | مشاركات سابقة في المسابقة1                               |
| -------------- | ------------- | -------------------------------------------------------- |
| اليابان        | 26 يناير 2016 | 9 (1936، 1956، 1964، 1968، 1996، 2000، 2004، 2008، 2012) |
| كوريا الجنوبية | 26 يناير 2016 | 9 (1948، 1964، 1988، 1992، 1996، 2000، 2004، 2008، 2012) |
| العراق         | 29 يناير 2016 | 4 (1980، 1984، 1988، 2004)                               |

1 المائل يشير إلى مستضيف تلك السنة. تشمل الإحصائيات جميع الأشكال الأولمبية (بدأ الشكل الأولمبي الحالي تحت 23 سنة في 1992).

## حقوق البث
| الإقليم          | القناة                         | مرجع          |
| ---------------- | ------------------------------ | ------------- |
| العالم العربي    | بي إن سبورت قناة الدوري والكأس | [ 17 ] [ 18 ] |
| أستراليا         | فوكس سبورتس                    | [ 19 ]        |
| الصين            | سي سي تي في                    | [ 19 ]        |
| أوروبا           | يوروسبورت                      | [ 19 ]        |
| هونغ كونغ        | ناو تي في                      | [ 19 ]        |
| إيران            | إيريب                          | [ 19 ]        |
| اليابان          | إن إتش كي                      | [ 19 ]        |
| أمريكا اللاتينية | فوكس سبورتس                    | [ 19 ]        |
| نيوزيلندا        | سكاي سبورت                     | [ 19 ]        |
| جنوب إفريقيا     | إس اي بي سي                    | [ 19 ]        |
| كوريا الجنوبية   | كي بي إس                       | [ 19 ]        |
| تايلاند          | بي بي تي في القناة 7           | [ 20 ]        |
| الولايات المتحدة | وان وورلد سبورتس               | [ 21 ]        |
| أوزبكستان        | سبورت-يو زد                    | [ 19 ]        |
| فيتنام           | في تي في 6                     | [ 22 ] [ 23 ] |

## قضايا جدلية
كان في تشكيلة كل من قطر، سوريا واليمن لاعبان على الأقل ولدوا في 1 يناير 1993، الموعد النهائي للآهلية في هذه المسابقة.

## روابط خارجية
- AFC U-23 Championship
, the-AFC.com

قالب:التأهل إلى مسابقة كرة قدم الألعاب الأولمبية الصيفية 2016